# Breeze the Creaze
Breeze the Creaze (& His Flashy Flunkies) (BTC) ist ein deutsches Bluesrocktrio.

## Beschreibung
Gegründet wurde das Trio 2004 vom Betreiber des Velburger Veranstaltungslokalität „Kneipenbühne“ und Musikproduzenten Roland „Golly“ Hertlein zusammen mit Jule Weidinger (* 1983) und Henning Frank (* 1982). Die Rolle des Bandleaders namens „Breeze the Creaze“ wird immer wieder neu ausgewürfelt. Alle Bandmitglieder sind auch in anderen Musikprojekten aktiv.
Die vorwiegenden Eigenkompositionen des Trios umfassen verschiedene Musikstile wie Blues, Jazz, Country, Folk, Cajun, Reggae, Rock ’n’ Roll, Pop oder auch Experimentelles. Die Texte sind englisch. Regelmäßig veröffentlicht die Band ihre textbezogenen Konzepte in Form von Konzeptalben. Auf der Bühne treten Breeze the Creaze grundsätzlich mit eigenen Lieblingstiteln oder Coversongs bekannter Interpreten auf.
Das 2005 aufgenommene Konzeptalbum The Ballad of Josie handelt von gescheiterter Liebe, Vergewaltigung, Rache (Selbst-)Mord und zynischer US-amerikanischer Politik.
Vom 21. bis 25. Januar 2007 war das Trio mit dem Album Lo’n’Behold auf der 41. Midem in Cannes zu sehen. Im Januar 2007 wurde BTC im Franken Fernsehen, im April 2007 in der Bayern-2-Reihe kulturWelt und im Dezember 2007 in einer 2-Stunden-Radioshow live im Regensburger Sender Gong FM präsentiert. Lo’n’Behold handelt von der merkwürdigen Liebe einer indianischen Auftragsmörderin zu ihrem naiven, unbedarften Opfer, einem spanischstämmigen Mann. Der Titel selbst ist eine englischsprachige Redewendung („lo and behold“), die (oft scherzhaft) benutzt wird, um etwas überraschendes, unerwartetes einzuleiten, vergleichbar „siehe da!“, „schau, schau!“, „sieh an!“.
Das 2009 erschienene Science-Fiction-Konzeptalbum Re-inclonation handelt von einem 1952 geborenen US-Amerikaner deutscher Abstammung namens Henry Ewiger, der sich in einer rechnerverwalteten Welt namens W.O.L.D. zu seinem 60. Geburtstag Klone aus seinen Stammzellen herstellen ließ, um im Bedarfsfall auf ein persönliches „Ersatzteillager“ zurückgreifen zu können. Sein Gehirninhalt wird auf externe Speicher kopiert, der Rechner verwaltet nun Henrys Klonfundus und sein Gehirn und bei jedem Tod Henrys wird Henry durch einen Klon ersetzt. Als im Jahr 2357 die Umwelt auf der Erde nicht mehr lebenswert ist, verzweifelt der mittlerweile 405-jährige Henry und sucht nach einer Möglichkeit zu Sterben. Die ersten 300 Exemplare waren handsigniert und nummeriert. Golly, der die Geschichte schrieb, veröffentlichte den zugehörigen Roman Reïnklonation 2010 unter dem Pseudonym Henry Ewiger.

## Diskografie

### Alben
Alle Alben wurden von Golly komponiert, getextet und arrangiert, sowie im Knopfstudio aufgenommen und abgemischt.
- 2004: 23 (2008 erschienen bei Media Arte, Nürnberg)
- 2005: The Ballad of Josie (2008 erschienen bei Media Arte)
- 2006: Lo’n’Behold
- 2008: Just Doin' Time – BTC Live At Bayreuth prison (2009 erschienen bei Media Arte)
- 2009: Re-inclonation (2010 erschienen bei Media Arte)

### Kompilationen
- 2005: Tarantella auf Franken Rockt Vol.VI (Rockzentrale Franken)[9]